# 최형근 (신학자)
최형근(崔亨根, Choi Hyungkeun, 1961년 - )은 대한민국의 신학자이며 교수이다. 서울신학대학교에서 선교학 교수이며  국제로잔위원회 동아시아 총무와 신학 위원이며, 한국로잔위원회 총무와 제4차 로잔대회 준비위원회 부위원장이다. 또한, 한국선교사 멤버케어 네트워크(KMCN) 대표와 선교사 멤버케어 센터인‘하트스트림림’(Heartstream) 한국센터 공동대표를 맡고 있다. 복음주의, 로잔운동, 그리고 기독교 선교학의 전문가로 평가받고 있다.

## 학력
- 서울신학대학교(B.A.)
- 연세대학교 연합신학대학원(Th.M.)
- 미국 애즈베리신학교에서 선교학 박사(Ph.D.)

## 경력
- 멤버케어 네트워크(KMCN) 대표
- ‘하트스트림림’(Heartstream) 한국센터 공동대표
- 국제로잔위원회 동아시아 총무와 신학 위원
- 한국로잔위원회 총무
- 제4차 로잔대회 준비위원회 부위원장

## 같이 보기
- 서울신학대학교
- 대한민국의 신학자 목록
- 로잔 회의